# Hans-Gunnar Liljenwall
Hans-Gunnar Liljenwall (født 9. juli 1941) er en svensk moderne femkamper, som forårsagede diskvalifikation af det svenske hold ved Sommer-OL i Mexico City 1968 for doping af alkohol. Liljenwall var den første atlet, som blev diskvalificeret ved de Olympiske Lege for doping, efter indførelsen af anti-doping regler ved den Internationale Olympiske Komité i 1967.
Liljenwall havde efter sigende indtaget to øl for at berolige sine nerver før pistolskydningen, der er en af disciplinerne i moderne femkamp. Dette resulterede i, at det svenske hold måtte returnere deres bronzemedaljer.

## References
1. ↑  "Hans-Gunnar Liljenwall olympiske Resultater". sports-reference.com. Arkiveret fra originalen 17. maj 2009. Hentet 11. august 2012.
2. ↑  "Hans -Gunnar Liljenwall, Sverige Pentathlon, 1968". insidethegames. Arkiveret fra originalen 9. februar 2013. Hentet 11. august 2012.
3. ↑   "1968 Mexico City". insidethegames. Hentet 11. august 2012.
4. ↑  "Mexico City 1968". sok.se. Arkiveret fra originalen 9. oktober 2014. Hentet 11. august 2012.